# جبريل هرنانديز
جبريل هرنانديز (بالإسبانية: Gabriel Hernández)‏ هو منافس ألعاب قوى مكسيكي، ولد في 19 نوفمبر 1949.

## وصلات خارجية
- جبريل هرنانديز على موقع أوليمبيديا (الإنجليزية)